# Domgeige
Als Domgeige werden einige Streichinstrumente bezeichnet, die aus dem Holz des kriegszerstörten Dachstuhls der Frauenkirche in München gefertigt wurden.

## Geschichte

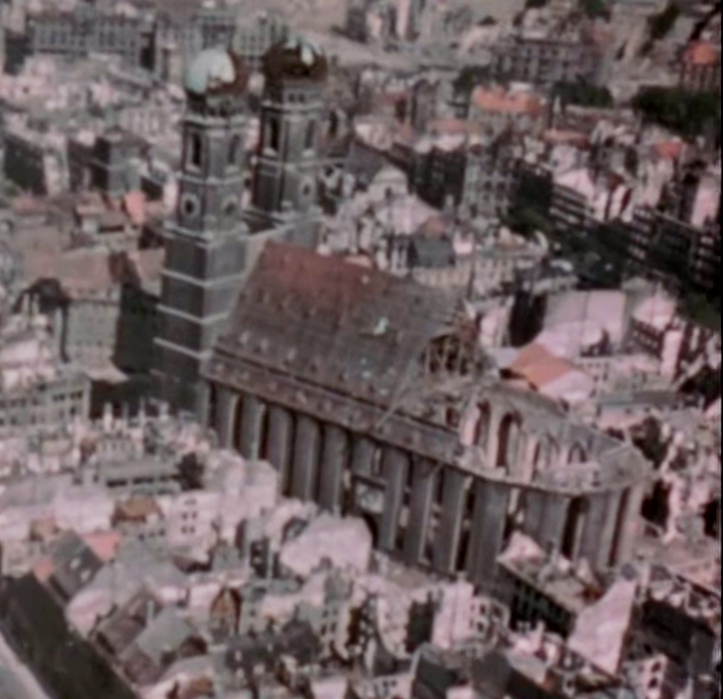
Luftaufnahme der Frauenkirche kurz nach Kriegsende 1945

### Das Holz
Der Tonholzhändler und Geigenbauer Franz Fuchs (1899–1975) ließ sich nach seiner Kriegsgefangenschaft in der Sowjetunion und als Heimatvertriebener aus Schönbach im böhmischen Teil des Vogtlandes mit seiner Familie in Oberau bei Garmisch nieder.
Am 23. Juli 1947 bestätigte ihm der Dompfarrer Karl Abenthum (1901–1976) den Erwerb von Trümmerholz des Dachstuhls der durch Fliegerbomben im Zweiten Weltkrieg schwer beschädigten Kirche im Tausch gegen Bauholz oder Holzscheine.

„Bestätigung. Das Domkapitel ist bereit, für Herrn Fuchs – Tonholzindustrie – aus dem Bestand des alten Domholzes etwas abzugeben für seine Zwecke gegen Ablieferung von für uns brauchbarem Bauholz bezw. solchen Holzscheinen. Nur zur Vorlage bei der zuständigen Behörde.“

Der Konservator am Bayerischen Landesamt für Denkmalpflege Peter Strieder bestätigte Franz Fuchs das Alter des Holzes des Dachstuhls.

„Die Frauenkirche in München wurde in den Jahren 1468–1488 erbaut. Das Holz des Dachstuhles wurde damals von Lenggrieser Bauern gestiftet. Es wurden bis zu den schweren Beschädigungen im 2. Weltkrieg keine Veränderungen vorgenommen, sodaß das Holz ohne Zweifel noch das des 15. Jahrhunderts und somit fast 500 Jahre alt ist.“

Franz Fuchs bewarb sein Holz mit einem Gedicht:

„Zu Kaiser Barbarossas Zeit (1190)
Da ward ich als Baum gesteckt,
Als Kolumbus betteln eilt,
ward ich hingestreckt.

Seit 1490 schirme
Ich das grosse Gotteshaus,
Darum mied mich das Gewürme
Und es ward kein Moder draus.

Ich sah Stürme, ich sah Nöte,
Sah manch fromme Pilgerschaar
Einig wogten die Gebete
Von den Frommen, vom Altar.

Hörst Du mich klingen, ich kann Dir singen
Aus längst vergangner alter Zeit,
Ich kann Dir sagen, wie ichs´s ertragen
So lang, so weit…“

### Die Streichinstrumente
Franz Fuchs ließ nur etwa 40 Violinen, zwei Celli und zwei Bratschen bauen. Der Klang der Instrumente wurde gelobt.